# Hva 1900
Husqvarna 1900 är ett svenskt jaktgevär som tillverkades 1967-70. 
Kaliber 6,5X55, totallängd (mm) 1130, piplängd (mm) 580, vikt 3,2 kg. 
Geväret har - som många andra av Husqvarnas jaktvapen - ett gott rykte för sin kvalitet och funktion. En del av serien tillverkades dock inte i Huskvarna utan i Italien.